# ドリドリ
「ドリドリ」は、2015年2月18日にSony Recordsから発売された中川翔子の18枚目のシングル。

## 概要
前作「さかさま世界/Once Upon a Time -キボウノウタ-」から1年2か月ぶりのシングル。
表題曲は2014年10月から2015年4月9日までアニメ『ポケットモンスター XY』のEDテーマに起用され、同作に登場するセレナのイメージソングという想定で製作されている。中川翔子がポケモンのエンディングテーマを担当するのは『もえよ ギザみみピチュー!』以来である。
ポケモン盤では、カップリング曲としてゲーム『ポケットモンスター X・Y』のエンディング曲「KISEKI」が中川翔子が歌う形でカバーされて収録し、ポケモントレッタ「セレナのヤンチャム」が封入されている。『ポケットモンスター XY』第60話の放送に先駆けてショートヘア姿のセレナがポケモントレッタ「セレナのヤンチャム」にシルエットのみで描かれた。
表題曲はセレナ（牧口真幸）本人によってカバーされ、ふたたびアニメのエンディングテーマに起用された。「アニメ「ポケットモンスターXY&Z」キャラソンプロジェクト集 vol.2 -総集編-」に収録。
2025年1月4日の『アニソン・アカデミー』にて「ドリドリ」がリクエストされた為曲のエピソードを語り、最後に「(岩里さんは)ベースの歌詞(自身が書いた歌詞)を大分残してくれた」と語る。

## 収録曲

### CD

#### 初回生産限定盤、通常盤
1. ドリドリ
作詞：中川翔子、岩里祐穂 / 作曲：鈴木健太朗 / 編曲：黒須克彦
  - TVアニメ『ポケットモンスター XY』EDテーマ
2. Candy Girl
作詞：しほり / 作曲：ひまわり / 編曲：シライシ紗トリ
3. ドリドリ -instrumental-
4. Candy Girl -instrumental-

#### アニメ盤
1. ドリドリ
2. KISEKI
作詞：増田順一、松島賢二 / 作曲：景山将太 / 編曲：シライシ紗トリ
3. ドリドリ -Instrumental-
4. KISEKI -Instrumental-

### DVD

#### 初回生産限定盤、通常盤
1. 「ドリドリ」Music Video
2. 「ドリドリ」Music Video メイキング映像
3. 「ドリドリ」ダンス振付映像

#### アニメ盤
1. 「ドリドリ」Music Video
2. 「ドリドリ」TVアニメ『ポケットモンスターXY』エンディング映像（ノンクレジットver.）